# 钱前
钱前（1962年3月—），安徽安庆人，中国水稻研究所副所长、研究员，水稻生物学国家重点实验室主任。2019年当选为中国科学院院士。

## 生平
1983年毕业于南开大学，获学士学位。1989年毕业于日本北海道大学作物遗传育种专业，获硕士学位。1995年毕业于中国农业科学院研究生院，获博士学位。